# Абшац, Ганс Асман фон
 Ганс Асман фон Абшац  (нем. Hans Aßmann Freiherr von Abschatz, настоящее имя Иоганн Эразмус фон Абшац, нем. Johann Erasmus Freiherr von Abschatz, писал под псевдонимом Ганс Эразмус Асман, нем. Hans Erasmus Aßmann; 4 февраля 1646, Бреслау, Земли Чешской короны или Вежбница, Новосольский повят — 22 апреля 1699, Легница) — немецкий поэт и переводчик.

## Биография
Родился в местечке Вюрбиц в Силезии (ныне Вежбница, гмина Бытом-Оджаньский в Польше). Учился в Легнице и Страсбурге, потом три года путешествовал по Южным Нидерландам, Франции и Италии, а по возвращении в Силезию приступил к управлению своими владениями и проявил в этом деле выдающиеся способности, которые привлекли к нему внимание. В дальнейшем Абшац представлял силезские земли при императорском дворе в Вене, был депутатом на дворянских сеймах в Бреслау, получил баронский титул.
Одновременно с государственной деятельностью Абшац вёл литературную, принадлежа к так называемой Второй силезской школе (наиболее известным представителем которой был Андреас Грифиус). При жизни его сочинения были достоянием узкого круга, однако посмертно их собрал и опубликовал сын Грифиуса Кристиан, и ряд стихотворений Абшаца, особенно религиозных, приобрёл определённую популярность. Помимо оригинальных стихов, ему принадлежат, в частности, немецкие переводы «Верного пастуха» Гуарини и оды Сент-Амана «Уединение».